# Interahamwe
Interahamwe je Hutu paravojna organizacija aktivna u Demokratskoj Republici Kongo i Ugandi. Interahamwe je osnovan oko 1990. godine kao krilo mladih Nacionalnog republikanskog pokreta za demokraciju i razvoj (prema francuskom nazivu MRND (fra. Mouvement révolutionnaire national pour le développement)), tadašnje vladajuće stranke u Ruandi. Uživao je potporu vlade koja je zagovarala etničku superiornost naroda Hutu. Interahamwe, predvođeni Robertom Kajugom, bili su glavni počinitelji genocida u Ruandi. Tijekom genocida ubijeno je od 500.000 do 1.000.000 Tutsija, Twa i umjerenih Hutua u razdoblju od travnja do srpnja 1994. godine. Pojam "Interahamwe" proširen je tako da znači bilo koja civilna milicija ili banda koja ubija Tutsije.
Interahamwe je protjeran iz Ruande nakon pobjede Ruandskog patriotskog fronta (engl. Rwandan Patriotic Front, skraćeno RPF) predvođenog Tutsima u građanskom ratu u Ruandi u srpnju 1994. Mnoge afričke i zapadne vlade smatraju ih terorističkom organizacijom. Interahamwe i otcijepljene skupine kao što su Demokratske snage za oslobođenje Ruande (engl. Democratic Forces for the Liberation of Rwanda, skraćeno FDLR) nastavljaju voditi pobunu protiv režima u Ruandi iz susjednih zemalja, a tamo su također uključene u lokalne sukobe i terorizam.

## Etimologija
Ime Interahamwe može se prevesti kao "oni koji rade zajedno" ili slobodnije kao "oni koji se bore zajedno" na jeziku kinyarwanda. Pojam Rad koristio se kao sleng u rasističkim radijskim emisijama tijekom genocida — "raditi" je značilo koristiti mačete za ubijanje. Ime  Interahamwe može se rastaviti na sljedeći način: intera je izvedeno iz glagola gutera, što znači "raditi"; hamwe znači "zajedno" i povezano je s riječi rimwe koja znači "jedan".

## Organizacija i povijest
Robert Kajuga, podrijetlom i Tutsi i Hutu (što je bilo neuobičajeno za ovu organizaciju), bio je predsjednik Interahamwea. Potpredsjednik Interahamwea bio je Georges Rutaganda. Interahamwe je nastao od skupina mladih iz stranke MRND.
Radio postaja RTLM (fra. Radio Télévision Libre des Mille Collines) koju su utemeljili tadašnji ruandski predsjednik Juvénal Habyarimana i njegova supruga bila je popularna među Interahamweom, između ostalog, zbog izrazito prohutuskog programa. Od listopada 1993. do kraja 1994. korištena je kao ispušni ventil za ekstremiste za puštanje etnocentrične i ksenofobične propagande usmjerene na Tutsije, umjerene Hutue i Belgijance. Preko te postaje često se ohrabrivalo djela genocida promicanjem straha među Hutuima da će ih Tutsiji masakrirati te emitiranjem položaja Tutsija koji su se skrivali ili pokušavali pobjeći.
Nakon invazije na glavni grad Ruande Kigali od strane Ruandskog patriotskog fronta mnogi ruandski civili i pripadnici Interahamwea pobjegli su u susjedne zemlje, ponajviše u ono što je u to vrijeme bio Zair (sadašnja Demokratska Republika Kongo) te u Tanzaniju. Sudanske vlasti pozdravile su bivši Interahamwe u Jubi, u ožujku 1998. Pukovnik Tharcisse Renzaho, bivši prefekt Kigalija, i pukovnik Aloys Ntiwiragabo, bivši zapovjednik ruandske predsjedničke garde, stigli su u Jubu iz Nairobija da ih organiziraju. 
Bilo je gotovo nemoguće dovesti Interahamwe pred lice pravde jer njihovi pripadnici nisu nosili uniforme niti su bili jasno organizirani. Oni su, u načelu, bili susjedi, prijatelji i kolege Tutsija. Tijekom rata pripadnici Interahamwea dolazili su u kampove za izbjeglice i interno raseljene osobe. Tamo su žrtve bile pomiješane s neprijateljem što je otežavalo procesuiranje pripadnika Interahamwea. Sustav Gacaca sudova je uspostavljen kako bi barem pokušao ubojice u zatvor. Taj oblik tranzicijske pravde doživio je kritike s mnogih strana. Manjkavosti su mu bile što suci nisu imali odgovarajuću obuku te su mnoge strane u sudskom sustavu bile korumpirane. Taj je problem doveo do toga da su mnogi nevini ljudi završili u zatvorima.
Tijekom rata, milijuni ruandskih Hutu izbjeglica pobjegli su u tadašnji Zair, zajedno s mnogim pripadnicima Interahamwea, Predsjedničke garde i Ruandskih vladinih snaga (engl. Rwandan Government Forces, skraćeno RGF). Nakon regrutiranja značajnog broja kongoanskih Hutua, organizacija je poznata pod imenom Vojska za oslobođenje Ruande (fra. Armée de Libération du Rwanda, skraćeno ALiR). Dok je Kagameov režim još uvijek na vlasti u Ruandi, članovi ove organizacije i dalje sudjeluju u pograničnim napadima iz izbjegličkih kampova.

## Nakon genocida u Ruandi
Godine 1999. Interahamwe je napao i oteo grupu od 14 turista u Nacionalnom parku Bwindi u Ugandi. Osam turista je poginulo.

## Sudski progon
Čelnici Interahamwea prvenstveno su procesuirani preko Međunarodnog kaznenog suda za Ruandu u Arushi, u Tanzaniji. Sud je osudio najmanje 41 osobu, često na doživotne kazne, uključujući bivšeg privremenog premijera Jeana Kambandu te Georgesa Rutagandu. Bjegunci su uhvaćeni i procesuirani i u drugim zemljama. Jedan od njih bio je Jean-Marie Vianney Mudahinyuka (poznat kao "Zuzu"), vođa Interahamwea koji se skrivao u Chicagu, Illinois, a uhvaćen je 2011. godine.

## Vanjske poveznice
- "Interahamwe: ozbiljna vojna prijetnja" BBC News, 2. ožujka 1999
- "KONVENCIONALNA MUDROST I GENOCID U RUANDI: mišljenje", tromjesečnik Afričkih studija, proljeće 2004.